# Heizmannia scintillans
Heizmannia scintillans är en tvåvingeart som beskrevs av Frank Ludlow 1905. Heizmannia scintillans ingår i släktet Heizmannia och familjen stickmyggor. Inga underarter finns listade i Catalogue of Life.